# Sphaerodactylus ariasae
Sphaerodactylus ariasae – gatunek jaszczurki z rodziny Sphaerodactylidae; jest to prawie najmniejszy z poznanych gadów świata. 

## Występowanie
Endemit Dominikany; zamieszkuje wyspę Beata na Morzu Karaibskim oraz południowy kraniec sąsiedniego półwyspu Barahona.

## Opis
Ten miniaturowej wielkości gekon osiąga długość 14–18 mm od czubka pyska do nasady ogona. Należy do rodzaju Sphaerodactylus obejmującego najmniejsze na świecie gady. Gatunek ten po raz pierwszy w 2001 roku opisali  biolodzy Stephen Blair Hedges z Uniwersytetu  w Pensylwanii i Richard Thomas z Uniwersytetu w Portoryko. Nazwa gekona pochodzi od nazwiska przyjaciółki uczonych, Yvonne Arias.